# Pentathlon (jeu télévisé)
Pour les articles homonymes, voir Pentathlon.
Pentathlon est un jeu télévisé français diffusé du 21 février au 18 juin 1986, tous les jeudis à 20h30, sur La Cinq, présenté par Roger Zabel, Élisabeth Tordjman, et le ventriloque José Luis Moreno (it) accompagné de sa marionnette-corbeau Rockfeller. Son concept est d'origine italienne.

## Historique
Pentathlon est adapté du concept italien Pentatlon, diffusé du 3 octobre 1985 au 25 juin 1987 sur Canale 5.
En Italie, le producteur Mike Bongiorno voulait acheter le format dès 1985, mais les exigences exorbitantes des concepteurs américains ont, pour une question de droits, réduit le jeu à une simple épreuve de Pentatlon sur Canale 5. Cette épreuve est adaptée en France par Jean Chatel sous le titre La Roue de la chance,, intégrée à Pentathlon, présenté par Roger Zabel et Élisabeth Tordjman, et diffusé du 21 février 1986 au 18 juin 1986, tous les jeudis à 20h30 sur La Cinq.
Evelyne Bouix, Alain Souchon, et Lino Ventura sont les premiers invités vedettes de l'émission française.

## Concept
Dans le générique d'ouverture, sous le logo du programme on peut lire « le spectacle de l'information », car toutes les questions, sont axées sur l'actualité de la semaine précédant l'enregistrement de l'émission. Les questions se basent sur une bonne connaissance des journaux et de l'actualité, et non sur une bonne culture encyclopédique.
Le titre de l'émission fait référence au pentathlon olympique. Ici, chacune des cinq épreuves, est introduite par le tintement des trompettes olympiques. Les épreuves s'inspirent de jeux télévisés diffusés aux États-Unis à l'époque. On note aussi la participation du ventriloque italien José Luis Moreno (it), également présent dans la version italienne.

## Déroulement
Chaque jeu implique toujours trois candidats, chacun d'eux choisit le thème des questions. Les cinq jeux dont s'inspire Pentathlon sont les suivants :
- La Roue de la fortune ou Roue de la chance[3],[4]. (Wheel of Fortune):

C'est la première épreuve qui est intégrée à Pentathlon (Mike Bongiorno le producteur italien voulait acheter le format en Italie dès 1985, mais les exigences exorbitantes des concepteurs américains ont, pour une question de droits, réduit le jeu à une simple épreuve).
Les candidats doivent trouver un titre qui a un rapport avec l'actualité de la semaine précédente.
Le déroulement du jeu est relativement identique à la version que nous connaissons: on tourne la grande roue (qui apparaît de façon spectaculaire du sol ), divisée en segments représentants des sommes d'argent différentes. La case banqueroute est ici remplacée par la case patatrac. Le gagnant est celui qui remporte le plus de bonnes réponses. Tous les concurrents conservent leurs gains.
- Le Jeu des opinions ou L'Opinion des Français :

La deuxième épreuve est inspirée par le programme américain Family Feud (Une famille en or) il concerne l'opinion des Français. Cette épreuve se base sur les résultats d'enquêtes réalisées auprès de la population. Le déroulement du jeu est identique à la version que nous connaissons: la tâche des candidats est d'identifier les 6 réponses qui ont le pourcentage le plus élevé.
À la fin des trois manches du jeu des opinions, le candidat qui a la plus petite cagnotte est éliminé et remporte un prix de consolation.
- Le Jeu des 20 secondes :

Pendant que Roger Zabel interviewe une star du show-biz en compagnie de la marionnette-corbeau Rockfeller; la troisième épreuve voit s'affronter le candidat éliminé précédemment, et un candidat tiré au sort dans le public. Tous deux s'affrontent pour trouver les réponses les plus fréquemment données par les Français sondés afin de gagner une voiture Peugeot.
- Les dés sont jetés :

La quatrième épreuve pour les deux candidats toujours dans la course est le jeu de dés, qui a également été inspiré par un format américain . Une planche va spectaculairement apparaître des coulisses. Avant de commencer le jeu, le tableau électronique distribue aléatoirement les chiffres de 1 à 9 sur une grille 3x3 . Puis Roger Zabel pose des questions d'actualité. Chaque fois qu'un candidat répond correctement, ou que son adversaire donne une mauvaise réponse, il doit décider s'il faut lancer les dés ou les la main à son adversaire. Celui qui lance les dés doit obtenir un total, qui permet de supprimer un ou plusieurs numéros inscrits sur la grille de départ. S'il réussit, on passe à une autre question, sinon il perd la manche et son adversaire gagne de l'argent.
Le concurrent qui efface une colonne entière de 3 numéros de la grille gagne une partie de l'argent accumulé par son adversaire.
À terme de l'épreuve, le candidat qui a la cagnotte la plus importante accède à la dernière épreuve.
- Le Doublé gagnant ou Coup double :

C'est la cinquième et dernière épreuve. Si le candidat choisit un questionnaire de culture générale, il s'assoit dans une cabine, Roger Zabel lit à haute voix 5 questions sur un thème de culture générale, après quoi, le candidat ouvre une enveloppe, qui contient le texte des questions, il a 30 secondes pour les relire, puis il doit refermer l'enveloppe et commencer à répondre en 1 minute à chaque question.
Si le candidat choisit de faire confiance au hasard, il joue au jeu de dés, sans avoir à répondre à des questions, mais il doit arriver à effacer tous les chiffres de la grille grâce aux totaux obtenus par le lancer de dés.
Au terme de cette dernière épreuve, si le candidat est déclaré gagnant, il remporte une forte somme d'argent; s'il perd il a la possibilité de récupérer le double de la cagnotte de son adversaire précédemment éliminé. S'il perd à nouveau, il pourra participer d'office à l'émission de la semaine suivante.
Lors de la grande finale de l'émission, le vainqueur et le second ont tous les deux gagné une maison.

## Commentaires
Silvio Berlusconi n'ayant pas trouvé de studio suffisamment équipé pour y tourner ces émissions à Paris, les enregistrements se déroulent en Italie. Les candidats qui participent à Pentathlon sont des Français habitant Milan, recrutés par petites annonces.

### Emissions
| N° d'émission | Invités                                             | Date            |
| ------------- | --------------------------------------------------- | --------------- |
| 1             | Evelyne Bouix, Alain Souchon, et Lino Ventura       | 21 février 1986 |
| 2             |                                                     |                 |
| 3             |                                                     |                 |
| 4             |                                                     |                 |
| 5             | Richard Berry, Jean-Luc Lahaye                      | 20 mars 1986    |
| 6             | Claude Barzotti, Rose Laurens                       | 20 mars 1986    |
| 7             | Laurent Voulzy                                      | 3 avril 1986    |
| 8             |                                                     |                 |
| 9             |                                                     |                 |
| 10            |                                                     |                 |
| 11            |                                                     |                 |
| 12            | Ginette Reno, Richard Cocciante, Fabienne Thibeault | 8 mai 1986      |
| 13            |                                                     |                 |
| 14            |                                                     |                 |
| 15            |                                                     |                 |
| 16            |                                                     |                 |
| 17            |                                                     |                 |
| 18            |                                                     |                 |
| 19            |                                                     |                 |

## Le Marathon des jeux TV
Le concept est repris par Fremantle sous le titre Le Marathon des jeux TV et diffusé les 18 juillet 2006 et 9 août 2006. L'émission propose alors des épreuves tirées des jeux Que le meilleur gagne, Le Juste Prix, Une famille en or, Questions pour un champion et Fa si la chanter.